# N̋
Cette page contient des caractères spéciaux ou non latins. S’ils s’affichent mal (▯, ?, etc.), consultez la page d’aide Unicode.
N̋ (minuscule : n̋), appelé N double accent aigu, est un graphème utilisé dans l’écriture du dan de l’Est. Il s’agit de la lettre N diacritée d’un double accent aigu.

## Utilisation
Le N double accent aigu ‹ n̋ › a été utilisé en hongrois comme alternative au digraphe ‹ ny › du XVe et XVIIe siècles, notamment dans le Codex Apor.

## Représentations informatiques
Le N double accent aigu peut être représenté avec les caractères Unicode suivants :
- décomposé (latin de base, diacritiques) :

| formes    | représentations | chaînes de caractères | points de code | descriptions                                             |
| --------- | --------------- | --------------------- | -------------- | -------------------------------------------------------- |
| capitale  | N̋               | N◌̋                    | U+004E U+030B  | lettre majuscule latine n diacritique double accent aigu |
| minuscule | n̋               | n◌̋                    | U+006E U+030B  | lettre minuscule latine n diacritique double accent aigu |